# Thelyssina sterrha
Thelyssina sterrha är en snäckart som beskrevs av B.A. Marshall 1983. Thelyssina sterrha ingår i släktet Thelyssina och familjen Seguenziidae. Inga underarter finns listade i Catalogue of Life.